# Die Todeskandidaten 2
The Condemned 2 ist ein US-amerikanischer Actionfilm von Roel Reiné aus dem Jahr 2015. Er ist die Fortsetzung zum Film Die Todeskandidaten von 2007. Die Hauptrolle übernahm der Wrestler Randy Orton.

## Handlung
Will Tanner ist Teamleader einer Kopfgeldjäger-Vereinigung. Als er gegen den skrupellosen Geschäftsmann Cyrus Merrick vorgeht, wird dieser versehentlich getötet. Im anschließenden Prozess verliert Will seine Lizenz und wird zu einer Bewährungsstrafe verurteilt. Daraufhin geht er zurück zu seinem Vater Frank in die Wüste. Dieser zeigt sich schwer enttäuscht von seinem Sohn, da dieser das Familienunternehmen in den Sand gesetzt hat.
Statt als Kopfgeldjäger versucht er sich nun als Abschleppwagenfahrer. Bereits bei seinem ersten Einsatz trifft er auf Lange. Nachdem er dessen Wagen repariert hat, verabreden sich die beiden auf ein Bier. Doch statt alte Geschichten auszutauschen, versucht Lange ihn zu töten. Es gelingt Will jedoch seinen alten Freund zu überwältigen und zu töten. Will findet sich nun in einem Spiel wieder, das Raul Baccaro, die ehemals rechte Hand von Cyrus, leitet. Dabei wurde das ehemalige Team von Will dazu gezwungen, gegen ihn anzutreten und ihn zu töten. Auf sein Ab- oder Überleben werden Wetten abgeschlossen. Das Ganze wird mit Drohnen gefilmt und live in den Wettsaal übertragen.
Will trifft auf den Scharfschützen Travis. Harrigan, ein treuer Kamerad kommt ihm zu Hilfe, und so versuchen die zwei sich gemeinsam durchzuschlagen. Schließlich gelingt es ihnen auch Sprengstoffexperte Cooper zu überzeugen, ihnen zu helfen und gegen Raul aufzubegehren. Mit Hilfe von Frank gelingt es ihnen, Rauls Unterschlupf zu finden. Nachdem Will auch noch Travis erledigt, beschließt Raul selbst Teil seines Spiels zu werden. Im anschließenden Showdown kann Will ihn töten.

## Hintergrund
Der Film wurde von WWE Studios produziert. Der Film wurde im November 2014 in der Wüste von New Mexico und Albuquerque gedreht. Es ist eine Fortsetzung des Condemned-Franchises, das 2007 mit Die Todeskandidaten begann. Statt Steve Austin, der im ersten Teil die Hauptrolle übernahm, entstand der zweite Teil mit dem WWE-Wrestler Randy Orton.
Der Film erschien in den Vereinigten Staaten am 6. November 2015 als Video-on-Demand.

## Rezeption
Während der erste Teil Die Todeskandidaten eher positiv besprochen wurde, wurde der zweite Teil eher schlecht rezipiert. Dennis Harvey von Variety schrieb in seiner Besprechung des Films, dass weder die Schauspieler in ihren Rollen überzeugen konnten, noch die Actionszenen in irgendeiner Form wirken würden. Die Dialoge seien dumm und der Film würde in seiner Machart einem C-Film entsprechen. Nicht einmal Gaststar Eric Roberts könne in seiner Rolle überzeugen.
Auf dem Weblog Actionfreunde wurde der Film dagegen wohlwollend besprochen. Dort kam der Rezensent zum Schluss, dass der Film „trotz diverser Problemherde (schwacher Showdown, vorhersehbare Story, unglückliche Dramaturgie, Klischeefiguren) definitiv nicht perfekte, aber allemal unterhaltsame und (…) knackig kurze Actionkost der Güteklasse B [liefere], in der nicht einmal Platz für eine Romanze des Helden bleibt.“